# 川向町 (岡崎市)
川向町（かわむきちょう）は、愛知県岡崎市の町名である。丁番を持たない単独町名であり、6つの小字が設置されている。

## 地理
岡崎市の北西部に位置する。小字が設置されているが丁目は設定されていない。

### 河川
- 郡界川

### 小字
| - 字井シトビ（いしとび） - 字井セギ（いせぎ） - 字ソンデンガイト（そんでんがいと） | - 字仏平（ほとけだいら） - 字前田（まえだ） - 字ミトヤマ（みとやま） |

## 世帯数と人口
2019年（令和元年）5月1日現在の世帯数と人口は以下の通りである。
| 町丁   | 世帯数 | 人口 |
| ------ | ------ | ---- |
| 川向町 | 23世帯 | 45人 |

### 人口の変遷
国勢調査による人口の推移
| 1995年（平成7年）  | 102人 | [ 5 ] |  |
| 2000年（平成12年） | 90人  | [ 6 ] |  |
| 2005年（平成17年） | 76人  | [ 7 ] |  |
| 2010年（平成22年） | 60人  | [ 8 ] |  |
| 2015年（平成27年） | 46人  | [ 9 ] |  |

## 小・中学校の学区
市立小・中学校に通う場合、学区は以下の通りとなる。
| 番・番地等 | 小学校             | 中学校               |
| ---------- | ------------------ | -------------------- |
| 全域       | 岡崎市立奥殿小学校 | 岡崎市立新香山中学校 |

## 歴史
額田郡川向村を前身とする。
1889年に奥殿村、桑原村、川向村、宮石村、渡通津村、日影村が合併し、奥殿村となる。同日、川向村廃止。
1928年から岩津町となる。1955年岩津町が岡崎市に編入され、岡崎市川向町となった。

## 施設
- 川向町公民館
- 川向ポンプ場
- 御獄神社

## 交通
- 愛知県道338号花沢桑原線（大給の里道）
- 名鉄バス川向線

## その他

### 日本郵便
- 郵便番号 : 444-2101[3]（集配局：岡崎郵便局[11]）。

## 参考資料
- 「角川日本地名大辞典」編纂委員会 編『角川日本地名大辞典 23 愛知県』角川書店、1989年3月8日。ISBN 4-04-001230-5。
- 有限会社平凡社地方資料センター 編『日本歴史地名体系第23巻 愛知県の地名』平凡社、1981年。ISBN 4-582-49023-9。